# Bronze (ruisseau)
Pour les articles homonymes, voir Bronze (homonymie).
Le Bronze est un cours d'eau ardennais de Belgique, affluent de l'Ourthe et faisant donc partie du bassin versant de la Meuse. Il coule entièrement en province de Luxembourg.

## Parcours
Le Bronze est formé par une demi-douzaine de petits ruisseaux situés au nord-est de la Barrière de Champlon dans la commune de Tenneville. Le cours d'eau n'arrose aucun endroit habité à l'exception du hameau de Hamerine près du village de Journal. Il rejoint ensuite l’Ourthe à une altitude de 220 m. en plein centre de La Roche-en-Ardenne. Quelques dizaines de mètres avant son confluent, le ruisseau coule sous la place du Bronze. 
Son cours d'une longueur approximative de 12 kilomètres se déroule essentiellement en milieu boisé. Les versants sont très abrupts. On trouvera non loin sur les hauteurs les villages de Journal, Mierchamps, Vecmont, Ronchampay, et Beausaint.

## Sources
- http://eau.wallonie.be/fme/ou12r.pdf
- Biodiversite.wallonie.be : Les prairies humides de la vallee du bronze